# Sittich Pfretzschner
Sittich Pfretzschner, auch Sixtus Pfretzschner (* um 1530 in Leipzig; † vor 1587 ebenda), war der Renaissance-Ratsmaurermeister von Leipzig.

## Leben
Sittich Pfretzschner kam als drittes Kind des Leipziger Bürgers und Ratsmaurermeisters Johann Pfretzschner um 1530 in Leipzig zur Welt. Er erhielt die Ausbildung zum Maurermeister bei seinem Vater. Am 13. Februar 1554 erhielt er als "filius civi" das Bürgerrecht und konnte daraufhin nach Ostern desselben Jahres Maria Ott aus Torgau heiraten, mit welcher er zusammen sechs Kinder hatte. Pfretzschner starb vor 1587 in Leipzig.

## Werke
Von 1555 an wirkte er – teils als Ratsmaurermeister, teils als privater Meister – an zahlreichen Bauvorhaben der Stadt Leipzig mit. Er übernahm dabei selbständige Aufträge, arbeitete aber auch in zahlreichen Fällen unter den Werkmeistern Paul Speck und Paul Widemann. Nennenswert sind etwa seine Tätigkeiten am Turmausbau der Nikolaikirche 1556 am Bau des Alten Rathauses. Sein Wirken steht damit auch im Zusammenhang mit dem Leipziger Großkaufmann und Bürgermeister Hieronymus Lotter, der offenbar eine der treibenden Kräfte des damaligen Baugeschehens in Leipzig war.